# Peronaemis
Peronaemis es un género de escarabajos barrenadores metálicos del orden Coleoptera.

## Especies
- Peronaemis cupricollis Fisher, 1949
- Peronaemis elegans Fisher, 1930
- Peronaemis insulicolis Fisher, 1940
- Peronaemis monticolus Fisher, 1936
- Peronaemis thoracicus Waterhouse, 1887
- Peronaemis viridimaculatus (Fisher, 1925)
- Peronaemis viridithorax Zayas, 1988